# Rhysodesmus jugosus
Rhysodesmus jugosus är en mångfotingart som beskrevs av Loomis 1966. Rhysodesmus jugosus ingår i släktet Rhysodesmus och familjen Xystodesmidae. Inga underarter finns listade i Catalogue of Life.